# Страсбургское соглашение о международной патентной классификации
Страсбургское соглашение (англ. Strasbourg Agreement Concerning the International Patent Classification) учреждает Международную патентную классификацию (МПК), которая структурирует области техники в рамках восьми разделов, содержащих около 70 тыс. рубрик. Классификация позволяет определять «предшествующий уровень техники» в рамках патентного поиска документов. Патентный поиск осуществляется, в частности, ведомствами интеллектуальной собственности, изобретателями и рационализаторами, научно-исследовательским учреждениям и иными лицами, имеющими отношение к применению или созданию техники.
Административные функции Соглашения выполняет Всемирная организация интеллектуальной собственности.
По состоянию на 2022 год участниками являются 64 государства.